# 関口憲司
関口 憲司（せきぐち けんじ、1964年10月20日 ）は、日本の実業家。パン・パシフィック・インターナショナルホールディングス取締役専務執行役員やユニー、長崎屋代表取締役社長を勤め、PPIHグループの総合スーパー事業に多く携わった。

## 来歴
東京都に生まれる。1987年3月、立教大学経済学部経営学科卒業。大学卒業後は、人と違う道を歩みたいという思いから、親の反対を押し切りパチンコ屋に就職。10年を区切りに別の仕事をしようと考え、1997年5月、ドン・キホーテ(現：パン・パシフィック・インターナショナルホールディングス)に入社した。
ドン・キホーテ傘下となった長崎屋で、代表取締役副社長（2007年11月）を経て、2013年4月に代表取締役社長に就任した。同年9月にはMARUKAI CORPORATION President、11月にドン・キホーテ取締役にもそれぞれ就任した。2014年12月に取締役を辞任する。
2016年7月、ドン・キホーテシェアードサービス（現：パン・パシフィックシェアードサービス） の取締役となり、2017年11月には長崎屋の代表取締役社長に再任するとともに、ユニーの取締役常務執行役員、UDリテールの代表取締役副社長にもそれぞれ就任する。
2018年1月にドン・キホーテホールディングス（現：パン・パシフィックインターナショナルホールディングス）の執行役員に就任した。
2019年1月にUDリテールの代表取締役社長に就任。同年4月に同社社長を退き、ユニーの代表取締役社長に就任した。
2023年10月31日をもって、健康上の理由から、PPIHグループ全役職を退任した。